# Habenaria panchganiensis
Habenaria panchganiensis är en orkidéart som beskrevs av Hermenegild Santapau och Zarir Jamasji Kapadia. Habenaria panchganiensis ingår i släktet Habenaria och familjen orkidéer. Inga underarter finns listade i Catalogue of Life.